# Боби Шоу
Борислав Борисов, известен като Боби Шоу, е български илюзионист.

## Биография
Роден в град Луковит през 1963 г. От малък се занимава с илюзионно изкуство. За първи път среща фокусник през 1968 г. Той излиза като асистент на небезизвестния Мистер Сенко и оттогава се запалва по изкуството. През юношеските си години участва в редица театрални и художествени програми като артист, фокусник и музикант. През 1981 г. постъпва в БНА, където по-късно през април 1982 година изнася първия си самостоятелен спектакъл пред войници в град Белово. Има награди от международни фестивали в Карлови Вари и София.
През 1985 г. сключва брак с Красимира Борисова, с която се радват на щастлив брак. През 1986 г. се ражда неговата дъщеря Десислава Димитрова-Шехерезада, която също става илюзионист.
През 1989 г. печели голямата си награда на европейския фестивал в Будапеща и специалната награда за новости в илюзионното изкуство. През 1992 г. в читалище „Петър Берон“, сега „Цар Борис III“, основава първия Магичен театър в България. Спектаклите на този театър предизвикват голям интерес сред широката публика.
През 1993 г. поставя и спектакъла „Парад на магията“ в НДК в участието на най-популярните български илюзионисти. Спектакълът се играе с голям успех години наред в НДК. Създател е на първата българска илюзионна школа в Националния дворец на децата. Боби Шоу осъществява концерт в Лас Вегас и гастролира в най-големите градове на Америка: Сан Франциско, Чикаго, Окланд, Лос Анджелис, Орландо, Ню Йорк, Атланта, Маями, Сакраменто, Тампа и др.
Боби Шоу е поканен от Лили Игнатова за участие в съвместен проект с работно заглавие „Орфей и Евридика“. Спектакълът се превръща в едно от най-големите събития в културния живот на България. Борислав Борисов (Боби Шоу) е председател на дружеството на вариететните артисти – София към САБ. Подготвя международен фестивал на вариететното изкуство – София 2008 г. и работи активно за интегрирането и приемствеността на илюзионното и вариететно изкуство.

## Творчески постижения
След приключване на военната си служба се посвещава на активна творческа дейност. На Националния фестивал в памет на легендарния Мистер Сенко Боби Шоу печели втора награда. Следват най-високи призове от международни фестивали в Карлови Вари и София.
През 1989 г. получава голямата награда на фестивал в Будапеща, както и специалната награда на журито, която то му присъжда за новости в илюзионното изкуство.
През 2000 г. е награден със Златна статуетка за илюзии, а също и с първа награда на Балкански фестивал на илюзионното изкуство. През 2001 г. му е присъдена първа награда на Националния фестивал на илюзионното изкуство град Смолян.
В следващите години със спектакъла „Чудесата на Боби Шоу“ илюзионистът бележи грандиозен успех в САЩ и гастролира в множество американски градове – Лас Вегас, Ню Йорк, Сан Франциско, Чикаго, Лос Анджелис, Орландо, Атланта, Маями, Сакраменто, Тампа, Оукланд и други и става член на Световното братство на магьосниците.
През 2003 г. на Международния ден на театъра – 27 март, Боби Шоу е награден с най-престижното признание на Съюза на артистите в България (САБ) – наградата „Икар“. На следващата година получава и престижната награда на Гилдията на Вариететното Изкуство при САБ.
Боби Шоу е избран за Председател на Гилдията на вариететните артисти и член на Управителния Съвет на САБ през 2010 г.
На 4 април 2013 г., петдесетият рожден ден на Боби Шоу, той получава най-престижната награда на Съюза на илюзионистите в България – Звезда на българската магия. Наградата е връчена от мистер Астор.

## Боби Шоу и Шехерезада
Дъщерята на Боби Шоу Десислава Димитрова-Шехерезада проявява таланта си още в детска възраст като асистент на Кристо в „Магическият парад“, проведен в Националния дворец на културата. На сребърната сватба на родителите си през декември 2010 г. Десислава представя тайно подготвяно изпълнение като Магьосницата Шехерезада и очарова всички.
Боби Шоу се заема с активната подготовка на Шехерезада като илюзионист. Така, тя печели първи награди на български и балкански фестивали.
През 2013 г. двамата получават покани и участват в Гала концертите на световния фестивал на изкуствата в Оман. През същата година те представят грандиозния магичен спектакъл „Stars of the magic“, игран с голям успех в Националния дворец на културата, както и в редица български градове в неговия камерен вариант.